# Ulica Armii Krajowej w Wodzisławiu Śląskim
Ulica Armii Krajowej w Wodzisławiu Śląskim – wewnętrzna obwodnica miasta, łączy DK78, DW932 z centrum Nowego Miasta i pośrednio z ulicą Matuszczyka z drogą wojewódzką 933 w kierunku Pszowa. 
Przed budową obwodnicy była to lokalna asfaltowa droga koło Basenu Miejskiego, od którego wzięła swoją nazwę (budynek basenu znajdował się pod nr 1, podobnie jak siedziba Ligi Obrony Kraju). Ulica zmieniła swój charakter po wybudowaniu obwodnicy miejskiej tzw. Drogi Zbiorczej w 2011 roku – co prawda przebieg jest identyczny, ale droga została zbudowana od nowa. Początkowo była planowana jako dwujezdniowa, ale ze względów finansowych została wybudowana jako jednojezdniowa. Zaczyna się przy rondzie Sallumines, a kończy na rondzie Unii Europejskiej przy ul. Rybnickiej. Wraz z częścią ul. 26 Marca oraz ul. Matuszczyka tworzy Obwodnicę Wewnętrzną Miasta. W roku 2012 nadano jej nazwę Armii Krajowej.